# Болгарія на Паралімпійських іграх
Болгарія вперше взяла участь у Паралімпійських іграх у 1988 році в Сеулі. Національна збірна складалася із трьох спортсменів у бігових видах легкої атлетики та чоловічої команди із голболу. Країна дебютувала на зимових Паралімпійських іграх у 1994 році.

## З історії змагань
Болгарські спортсмени виграли чотири золоті медалі, сім срібних та три бронзові. Усі медалі було отримано у літніх іграх. Тільки одну медаль було отримано у плаванні — «срібло», яке Поліна Джурова виграла у плаванні в Іграх 1996 року у 100 м на спині (категорія S6). Усі інші нагороди були у бігових видах легкої атлетики.
Ігри 1988 року були найбільш вдалими для Болгарії. Георги Сакеларов став першим Паралімпійським чемпіоном країни, коли взяв «золото» у метанні диска та штовханні ядра (категорія B2). Донко Ангелов виграв третю медаль на Іграх, «срібло», у потрійному стрибку (катеорія B3). Іван Христов був близьким до отримання медалі, але завершив четвертим у стрибках у висоту (категорія B1).
Сакеларов виграв три із чотирьох золотих медалей Болгарії. Він успішно захистив своє звання зі штовхання ядра у 1992, хоча у метанні дисків отримав «срібло». Четверту золоту медаль Болгарії виборола Іванка Колева у штовханні ядра (категорія F57) на змаганнях у 2000 році.

## Таблиці медалей

### Літні Паралімпійські ігри
| Ігри                           | Золото | Срібло | Бронза | Всього | Місце |
| Літні Паралімпійські ігри 1988 | 2      | 1      | 0      | 3      | 32    |
| Літні Паралімпійські ігри 1992 | 1      | 2      | 0      | 3      | 38    |
| Літні Паралімпійські ігри 1996 | 0      | 1      | 1      | 2      | 55    |
| Літні Паралімпійські ігри 2000 | 1      | 0      | 0      | 1      | 49    |
| Літні Паралімпійські ігри 2004 | 0      | 0      | 0      | 0      | ―     |
| Літні Паралімпійські ігри 2008 | 0      | 1      | 1      | 2      | 60    |
| Літні Паралімпійські ігри 2012 | 0      | 2      | 1      | 3      | 59    |
| Літні Паралімпійські ігри 2016 | 1      | 0      | 0      | 1      | 60    |
| Всього                         | 5      | 7      | 3      | 15     | ―     |

### Зимові Паралімпійські ігри
| Ігри                            | Золото | Срібло | Бронза | Всього | Місце |
| Зимові Паралімпійські ігри 1994 | 0      | 0      | 0      | 0      | ―     |
| Зимові Паралімпійські ігри 1998 | 0      | 0      | 0      | 0      | ―     |
| Зимові Паралімпійські ігри 2002 | 0      | 0      | 0      | 0      | ―     |
| Зимові Паралімпійські ігри 2006 | 0      | 0      | 0      | 0      | ―     |
| Зимові Паралімпійські ігри 2010 | 0      | 0      | 0      | 0      | ―     |
| Зимові Паралімпійські ігри 2014 | 0      | 0      | 0      | 0      | ―     |
| Зимові Паралімпійські ігри 2018 | 0      | 0      | 0      | 0      | ―     |
| Всього                          | 0      | 0      | 0      | 0      | ―     |